# George Edmund Badger
George Edmund Badger (New Bern, 17 aprile 1795 – Raleigh, 11 maggio 1866) è stato un politico statunitense.

## Biografia
Fu il dodicesimo segretario della marina statunitense durante la presidenza di William Henry Harrison prima e la presidenza di John Tyler poi. Studiò all'università Yale senza terminare gli studi, fervente attivista del partito dei Whig riuscì a portarlo al successo alle elezioni presidenziali del 1840.

## Riconoscimenti
Alcune navi sono chiamate in suo onore, come la nave da trasporto Liberty SS George E. Badger e i cacciatorpediniere USS George E. Badger (DD-196) e USS Badger (FF-1071).